# Marie Colvin
Marie Catherine Colvin (12 tháng 1 năm 1956 – 22 tháng 2 năm 2012) là nhà báo người Mỹ làm việc cho tờ báo The Sunday Times của Anh từ năm 1985. Bà bị giết chết khi thu thập tin tức về cuộc vây hãm thành phố Homs ở Syria.

## Thời trẻ
Marie Catherine Colvin sinh tại Oyster Bay, Quận Nassau, New York, trên đảo Long Island thuộc bang New York. Bà tốt nghiệp bằng trung học ở Trường trung học Oyster Bay năm 1974, sau đó vào học ở Đại học Yale và đậu bằng cử nhân môn Nhân chủng học năm 1978.

## Sự nghiệp
Một năm sau khi tốt nghiệp, Colvin bắt đầu làm phóng viên thu thập tin tức của cảnh sát từ nửa đêm tới 6 giờ sáng cho hãng thông tấn United Press International ở thành phố New York. Năm 1984, Colvin trở thành trưởng văn phòng chi nhánh của hãng United Press International tại Paris. Năm 1985 bà chuyển sang làm việc cho báo The Sunday Times của Anh. Bắt đầu từ năm 1986, bà làm thông tín viên ở Trung Đông cho tờ báo này, rồi từ năm 1995 làm thông tín viên về các vấn đề đối ngoại.
Năm 1986, bà là nhà báo đầu tiên phỏng vấn Muammar Gaddafi sau vụ Hoa Kỳ ném bom Libya ngày 15 tháng 4 năm 1986 (để trả đũa vụ đặt bom khủng bố một hộp đêm mà lính Mỹ hay lui tới ở Tây Berlin ngày 5 tháng 4 năm 1986 được cho là do Lybia thực hiện). Mặc dù chuyên đảm nhiệm khu vực Trung Đông, bà cũng đưa tin về các cuộc xung đột ở Chechnya, Kosovo, Sierra Leone, Zimbabwe, Sri Lanka và Đông Timor. Năm 1999 ở Đông Timor, bà được qui cho công lao cứu sống 1.500 phụ nữ và trẻ em trong một khu lộ thiên có hàng rào chung quanh bị lực lượng do Indonesia hậu thuẫn bao vây. Bà không chịu bỏ rơi họ, ở lại với Lực lượng Liên Hợp Quốc, để tường thuật tin thời sự trên báo của bà và trên truyền hình. Những phụ nữ và trẻ em bị bao vây nói trên đã được di tản 4 ngày sau đó.
Bà đã đoạt giải "Giải Dũng cảm trong nghề báo" của International Women's Media Foundation (Quỹ Truyền thông của Phụ nữ quốc tế) cho công lao tường thuật tin tức ở Kosovo và Chechnya. Bà đã viết và làm các phim tài liệu, trong đó có Arafat: Behind the Myth cho đài BBC. Bà cũng xuất hiện trên phim tài liệu Bearing Witness năm 2005.
Bà bắt đầu đeo tấm che mắt (eyepatch) sau khi bị mất thị lực ở mắt bên trái do bị trúng mảnh đạn B 40 do quân đội của chính phủ Sri Lanka bắn ra hôm 16 tháng 4 năm 2001 khi bà làm phóng sự về cuộc nội chiến Sri Lanka. Sau đó Colvin bị chứng rối loạn stress sau sang chấn và phải nhập viện để điều trị. Colvin cũng là nhân chứng và là người trung gian hoà giải trong những ngày cuối cùng của cuộc nội chiến Sri Lanka và tường thuật về những tội ác chiến tranh trong thời nội chiến này.
Năm 2011, khi tường thuật về cuộc nội chiến Libya, bà đã được cho cơ hội để phỏng vấn Muammar Gaddafi, cùng với 2 nhà báo khác mà bà có thể đề cử. Cuộc phỏng vấn quốc tế đầu tiên từ khi bắt đầu chiến tranh, bà thực hiện cùng với 2 người bạn Christiane Amanpour của hãng ABC News và Jeremy Bowen của hãng BBC News.

## Cái chết
Tháng 2 năm 2012, Colvin đi qua biên giới vào Syria bất hợp pháp bằng cách ngồi đàng sau xe mô tô chạy băng đồng, vì nỗ lực của chính phủ Syria ngăn chặn không cho các nhà báo nước ngoài vào đưa tin về cuộc nổi dậy ở Syria 2011–2012. Colvin đặt nơi làm việc ở phía tây quận Baba Amr của thành phố Homs, và thực hiện buổi phát sóng cuối cùng của mình vào buổi chiều ngày 21.2.2012 trên đài BBC, Kênh 4 (Anh), CNN và ITN thông qua điện thoại vệ tinh.
Ngày 22.2.2012 Colvin và nhiếp ảnh gia từng đoạt giải Rémi Ochlik người Pháp bị giết chết bởi một trái rocket do quân đội Syria pháo kích thành phố Homs tháng 2 năm 2012, khi họ tìm cách chạy ra khỏi tòa nhà dùng làm phương tiện truyền thông tạm thời. Nhà báo đồng nghiệp Jean-Pierre Perrin và các nguồn tin khác tường thuật là tòa nhà này đã bị quân đội Syria đặc biệt nhắm vào, vì có các tín hiệu điện thoại vệ tinh phát ra.

## Giải thưởng
- 2000: Journalist of the Year: Foreign Press Association.
- 2000: Courage in Journalism: International Women's Media Foundation.
- 2001: Foreign Reporter of the Year:Giải báo chí Anh (lần đầu)
- 2010: Foreign Reporter of the Year:Giải báo chí Anh (lần thứ nhì).

## Đời tư
Colvin đã kết hôn 2 lần với nhà báo Patrick Bishop; cả hai cuộc hôn nhân đều kết thúc bằng ly dị. Bà cũng kết hôn với nhà báo Juan Carlos Gumucio, người đã tự sát năm 2002. 
Bà sống ở Hammersmith, West London, và không có con.